# Port lotniczy Sur
Port lotniczy Sur – port lotniczy położony w mieście Sur. Jest czwartym co do wielkości portem lotniczym Omanu.